# Logos (arianizm)
Logos – duch Jezusa według teologii braci polskich (tzw. arian).
Według arian Jezus był idealnym człowiekiem, a także nie miał wpływu na wydarzenia przed jego ziemskim narodzeniem.